# Greenwood, Florida
Greenwood är en ort i Jackson County i delstaten Florida, USA.